# Arcidiocesi di Kisumu
L'arcidiocesi di Kisumu (in latino Archidioecesis Kisumuensis) è una sede metropolitana della Chiesa cattolica in Kenya. Nel 2023 contava 2.159.850 battezzati su 3.840.483 abitanti. È retta dall'arcivescovo Maurice Muhatia Makumba.

## Territorio
L'arcidiocesi comprende i distretti civili di Kisumu, Bondo e Nyandoand Siaya nella provincia di Nyanza in Kenya.
Sede arcivescovile è la città di Kisumu, dove si trova la cattedrale di Santa Teresa di Lisieux.
Il territorio è suddiviso in 63 parrocchie.

## Storia
La prefettura apostolica di Kavirondo fu eretta il 15 luglio 1925 con il breve Ut aucto di papa Pio XI, ricavandone il territorio dal vicariato apostolico del Nilo superiore (oggi arcidiocesi di Tororo).
Il 27 maggio 1932 in forza del breve Cum non sine dello stesso papa Pio XI la prefettura apostolica fu elevata a vicariato apostolico e contestualmente assunse il nome di vicariato apostolico di Kisumu.
Il 25 marzo 1953 il vicariato apostolico fu ulteriormente elevato a diocesi con la bolla Quemadmodum ad Nos di papa Pio XII. Originariamente era suffraganea dell'arcidiocesi di Nairobi.
Successivamente cedette a più riprese porzioni del suo territorio a vantaggio dell'erezione di nuove circoscrizioni ecclesiastiche e precisamente:
- la prefettura apostolica di Eldoret (oggi diocesi) il 29 giugno 1953;
- la prefettura apostolica di Ngong (oggi diocesi) il 20 ottobre 1959;
- la diocesi di Kisii il 21 maggio 1960;
- la diocesi di Nakuru l'11 gennaio 1968;
- la diocesi di Kakamega il 27 febbraio 1978.

Il 21 maggio 1990 la diocesi è stata ancora elevata al rango di arcidiocesi metropolitana con la bolla Si quidem secundum di papa Giovanni Paolo II.

## Cronotassi dei vescovi

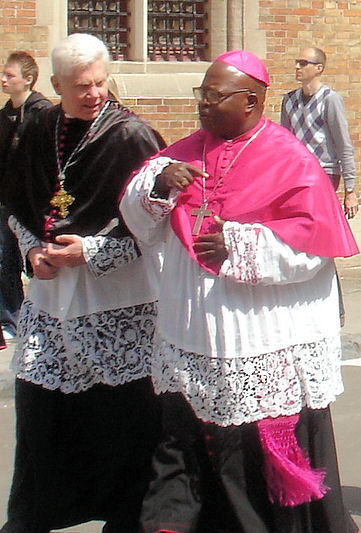
L'arcivescovo emerito Zacchaeus Okoth

Si omettono i periodi di sede vacante non superiori ai 2 anni o non storicamente accertati.
- Gorgonius Brandsma, M.H.M. † (2 dicembre 1925 - 20 giugno 1935 deceduto)
- Nikolas Stam, M.H.M. † (9 marzo 1936 - 9 aprile 1948 dimesso)
- Frederick Hall, M.H.M. † (9 aprile 1948 - 2 dicembre 1963 dimesso[1])
- Joannes de Reeper, M.H.M. † (16 gennaio 1964 - 20 marzo 1976 ritirato)
- Philip Sulumeti (9 dicembre 1976 - 28 febbraio 1978 nominato vescovo di Kakamega)
- Zacchaeus Okoth (27 febbraio 1978 - 15 novembre 2018 ritirato)
- Philip Arnold Subira Anyolo (15 novembre 2018 - 28 ottobre 2021 nominato arcivescovo di Nairobi)
- Maurice Muhatia Makumba, dal 18 febbraio 2022[2]

## Statistiche
L'arcidiocesi nel 2023 su una popolazione di 3.840.483 persone contava 2.159.850 battezzati, corrispondenti al 56,2% del totale.
| anno | popolazione | popolazione | popolazione | presbiteri | presbiteri | presbiteri | presbiteri                | diaconi | religiosi | religiosi | parrocchie |
| anno | battezzati  | totale      | %           | numero     | secolari   | regolari   | battezzati per presbitero | diaconi | uomini    | donne     | parrocchie |
| ---- | ----------- | ----------- | ----------- | ---------- | ---------- | ---------- | ------------------------- | ------- | --------- | --------- | ---------- |
| 1950 | 227.695     | 2.300.000   | 9,9         | 96         | 6          | 90         | 2.371                     |         |           | 118       | 33         |
| 1970 | 454.960     | 2.230.330   | 20,4        | 170        | 105        | 65         | 2.676                     |         | 83        | 295       | 41         |
| 1980 | 207.430     | 1.028.053   | 20,2        | 34         | 8          | 26         | 6.100                     |         | 34        | 113       | 17         |
| 1990 | 308.000     | 1.168.000   | 26,4        | 45         | 23         | 22         | 6.844                     |         | 54        | 129       | 23         |
| 1999 | 360.000     | 1.700.000   | 21,2        | 49         | 34         | 15         | 7.346                     |         | 30        | 166       | 25         |
| 2000 | 369.825     | 1.700.000   | 21,8        | 45         | 34         | 11         | 8.218                     |         | 27        | 143       | 25         |
| 2001 | 368.577     | 1.713.000   | 21,5        | 51         | 41         | 10         | 7.227                     |         | 20        | 165       | 25         |
| 2002 | 339.691     | 1.700.000   | 20,0        | 51         | 41         | 10         | 6.660                     |         | 21        | 177       | 25         |
| 2003 | 350.596     | 1.523.253   | 23,0        | 55         | 45         | 10         | 6.374                     |         | 25        | 148       | 27         |
| 2004 | 371.631     | 1.871.631   | 19,9        | 51         | 41         | 10         | 7.286                     |         | 26        | 165       | 30         |
| 2006 | 431.120     | 2.061.628   | 20,9        | 56         | 44         | 12         | 7.698                     |         | 30        | 185       | 33         |
| 2013 | 728.849     | 2.490.000   | 29,3        | 82         | 58         | 24         | 8.888                     |         | 52        | 278       | 37         |
| 2016 | 1.498.037   | 2.684.974   | 55,8        | 104        | 73         | 31         | 14.404                    |         | 59        | 275       | 42         |
| 2019 | 1.586.232   | 2.878.704   | 55,1        | 98         | 72         | 26         | 16.186                    |         | 56        | 268       | 56         |
| 2021 | 1.936.400   | 3.443.161   | 56,2        | 111        | 76         | 35         | 17.445                    |         | 61        | 262       | 60         |
| 2023 | 2.159.850   | 3.840.483   | 56,2        | 117        | 75         | 42         | 18.460                    |         | 74        | 272       | 63         |